# Jahor Karpicki
Jahor Aljaksandravič Karpicki (in bielorusso Ягор Аляксандравіч Карпіцкі?; in russo Егор Александрович Карпицкий?, Egor Aleksandrovič Karpickij; traslitterazione anglosassone: Yegor Karpitsky; Vicebsk, 27 novembre 2003) è un calciatore bielorusso, attaccante del Sokol Saratov, in prestito dal Kryl'ja Sovetov Samara, e della nazionale bielorussa.

## Carriera

### Club
È cresciuto nel settore giovanile dello Šachcër Salihorsk, con cui ha debuttato il 19 luglio 2021 nell'incontro di Kubak Belarusi vinto 3-0 contro l'Uzda anche grazie ad una sua rete. Nella prima parte del 2022 è passato in prestito allo Šachcër Petrykaŭ dove ha realizzato 10 reti in 8 partite di seconda divisione. Rientrato a Salihorsk, è diventato in breve tempo titolare segnando 12 reti in 13 partite nel 2023.
Il 15 luglio 2023 è stato acquistato a titolo definitivo al Kryl'ja Sovetov Samara. Nel gennaio del 2024 è stato assegnato alla seconda squadra ed il 3 luglio è passato in prestito al Sokol Saratov, venendo però richiamato anticipatamente il 28 gennaio 2025.

### Nazionale
Ha giocato con le nazionali giovanili bielorusse Under-19 ed Under-21.
Il 12 ottobre 2023 ha esordito con la nazionale maggiore nell'incontro di qualificazione per il campionato europeo 2024 pareggiato 0-0 contro la Romania.

## Statistiche

### Presenze e reti nei club
Statistiche aggiornate all'8 febbraio 2025.
| Stagione                 | Squadra                  | Campionato               | Campionato | Campionato | Coppe nazionali | Coppe nazionali | Coppe nazionali | Coppe continentali | Coppe continentali | Coppe continentali | Altre coppe | Altre coppe | Altre coppe | Totale | Totale | Totale |
| Stagione                 | Squadra                  | Comp                     | Pres       | Reti       | Comp            | Pres            | Reti            | Comp               | Pres               | Reti               | Comp        | Pres        | Reti        | Pres   | Reti   |        |
| ------------------------ | ------------------------ | ------------------------ | ---------- | ---------- | --------------- | --------------- | --------------- | ------------------ | ------------------ | ------------------ | ----------- | ----------- | ----------- | ------ | ------ | ------ |
| 2021                     | Šachcër Salihorsk        | VL                       | 3          | 0          | CB              | 1               | 1               | UECL               | 0                  | 0                  | -           | -           | -           | 4      | 1      |        |
| 2022                     | Šachcër Petrykaŭ         | 1L                       | 8          | 10         | CB              | 0               | 0               | -                  | -                  | -                  | -           | -           | -           | 8      | 10     |        |
| 2022                     | Šachcër Salihorsk        | VL                       | 16         | 3          | CB              | 3               | 0               | UCL+UECL           | 0                  | 0                  | SB          | 0           | 0           | 19     | 3      |        |
| 2023                     | Šachcër Salihorsk        | VL                       | 13         | 12         | CB              | 0               | 0               | -                  | -                  | -                  | SB          | 0           | 0           | 13     | 12     |        |
| Totale Šachcër Salihorsk | Totale Šachcër Salihorsk | Totale Šachcër Salihorsk | 32         | 15         |                 | 4               | 1               |                    | 0                  | 0                  |             | 0           | 0           | 36     | 16     |        |
| 2023-2024                | Kryl'ja Sovetov Samara   | PL                       | 10         | 1          | CR              | 4               | 0               | -                  | -                  | -                  | -           | -           | -           | 14     | 1      |        |
| 2023-2024                | Kryl'ja Sovetov-2        | 4D                       | 11         | 3          | -               | -               | -               | -                  | -                  | -                  | -           | -           | -           | 11     | 3      |        |
| 2024-2025                | Sokol Saratov            | 1D                       | 17         | 2          | CR              | 0               | 0               | -                  | -                  | -                  | -           | -           | -           | 17     | 2      |        |
| Totale carriera          | Totale carriera          | Totale carriera          | 78         | 31         |                 | 8               | 1               |                    | 0                  | 0                  |             | 0           | 0           | 86     | 32     |        |

### Cronologia presenze e reti in nazionale
| Cronologia completa delle presenze e delle reti in nazionale ― Bielorussia | Cronologia completa delle presenze e delle reti in nazionale ― Bielorussia | Cronologia completa delle presenze e delle reti in nazionale ― Bielorussia | Cronologia completa delle presenze e delle reti in nazionale ― Bielorussia | Cronologia completa delle presenze e delle reti in nazionale ― Bielorussia | Cronologia completa delle presenze e delle reti in nazionale ― Bielorussia | Cronologia completa delle presenze e delle reti in nazionale ― Bielorussia | Cronologia completa delle presenze e delle reti in nazionale ― Bielorussia |
| Data                                                                       | Città                                                                      | In casa                                                                    | Risultato                                                                  | Ospiti                                                                     | Competizione                                                               | Reti                                                                       | Note                                                                       |
| -------------------------------------------------------------------------- | -------------------------------------------------------------------------- | -------------------------------------------------------------------------- | -------------------------------------------------------------------------- | -------------------------------------------------------------------------- | -------------------------------------------------------------------------- | -------------------------------------------------------------------------- | -------------------------------------------------------------------------- |
| 12-10-2023                                                                 | Budapest                                                                   | Bielorussia                                                                | 0 – 0                                                                      | Romania                                                                    | Qual. Euro 2024                                                            | -                                                                          | 91’                                                                        |
| 21-3-2024                                                                  | Aksu                                                                       | Bielorussia                                                                | 0 – 2                                                                      | Montenegro                                                                 | Amichevole                                                                 | -                                                                          | 46’                                                                        |
| 26-3-2024                                                                  | Mdina                                                                      | Malta                                                                      | 0 – 0                                                                      | Bielorussia                                                                | Amichevole                                                                 | -                                                                          | 83’                                                                        |
| Totale                                                                     |                                                                            | Presenze                                                                   | 3                                                                          |                                                                            | Reti                                                                       | 0                                                                          |                                                                            |

## Palmarès

### Club

#### Competizioni nazionali
- Campionato bielorusso: 1

Šachcër Salihorsk: 2021
- Supercoppa di Bielorussia: 1

Šachcër Salihorsk: 2023